# Scottish Professional Football League
A Scottish Professional Football League (SPFL; em português:  Liga de Futebol Profissional da Escócia) é a liga masculina de futebol profissional da Escócia. A liga foi formada em junho de 2013 após uma fusão entre a Scottish Premier League e a Scottish Football League. A SPFL é responsável pela organização de campeonatos de alcance nacional do sistema de ligas de futebol da Escócia (Scottish Premiership, Scottish Championship, Scottish League One e Scottish League Two, respectivamente, primeira, segunda, terceira e quarta divisão do Campeonato Escocês de Futebol), e pelas copas nacionais (Copa da Liga Escocesa e a Scottish Challenge Cup). Embora a Copa da Escócia conte com a participação de todos os clubes da SPFL, a competição é dirigida e organizada pela Associação Escocesa de Futebol.

## Visão geral
O sistema de ligas do futebol escocês surgiu em 1890 com a criação da Scottish Football League (SFL; em português:  Liga de Futebol da Escócia). Tradicionalmente, a liga era estrturada em duas divisões (Division One e Divisio Two — em português:  Divisões Um e Dois) com um sistema de promoção e rabaixamento no final de cada temporada. Para a temporada de 1975–76 tivemos uma modificação na estrutura e passou a contar com três divisões: Premier Division (antiga Division One), First Division (antiga Division Two) e uma recém-adicionada Second Division. Esta configuração continuou até a temporada de 1994–95, quando uma estrutura de quatro divisões foi introduzida, a novidade ficou por conta da recém-criada Third Division, ambas eram compostas por dez clubes.
Em 8 de setembro de 1997, os clubes da Premier Division decidiram separar-se da Scottish Football League e formar a Scottish Premier League (SPL; em português:  Premier League da Escócia), seguindo o exemplo da Premier League da Inglaterra. Esta decisão foi alimentada pelo desejo dos principais clubes da Escócia de controlarem uma maior parte das receitas geradas pelos jogos e de negociarem os seus contratos com patrocinadores e emissoras. As receitas da SFL foram divididas proporcionalmente entre os clubes das quatro divisões. Os clubes da SPL conservavam todas as suas receitas comerciais, exceto um pagamento anual à SFL e um pagamento de ajuda aos clubes rebaixados.
O futebol escocês começou a pensar em alterar novamente as suas estruturas no final da década de 2000, uma vez que os clubes escoceses enfrentavam dificuldades nas competições internacionais e as receitas superadas em muito pela vizinha Premier League inglesa. Uma revisão, liderada pelo ex-primeiro-ministro da Escócia, Henry McLeish, foi conduzida pela Associação Escocesa de Futebol e seu relatório foi publicado em dezembro de 2010. McLeish recomendou que o futebol escocês tivesse uma única liga organizadora (entidade) e que a primeira divisão fosse reduzida para 10 clubes. A proposta de alteração do número de clubes da primeira divisão não foi avante devido à oposição de quatro clubes da SPL, sendo apenas necessários dois para bloquear qualquer alteração dessa natureza.
Continuaram as negociações sobre a proposta de fusão das ligas. Uma proposta para fusão das ligas com uma estrutura de 12–12–18 clubes por divisão foi apresentada em abril de 2013. Este plano falhou quando dois clubes do SPL (Ross County e St Mirren) votaram contra. Algumas semanas mais tarde, os clubes da SPL aprovaram por unanimidade um plano de fusão revisado, que mantinha a mesma estrutura da liga e redistribuía mais receitas aos clubes da segunda divisão. A SFL apresentou uma contraproposta permitindo que mais receitas fossem atribuídas aos clubes da terceira e quarta divisão, mas esta foi rejeitada pela SPL, que manteve o plano acordado pelos seus clubes. Uma votação indicativa dos clubes da SFL em maio sugeriu que o plano da SPL seria formalmente rejeitado. Alguns dos clubes da First Division (segunda divisão) ameaçaram romper com a SFL e formar uma "SPL2" (segunda divisão da SPL). A SPL sugeriu que daria boas-vindas aos clubes da First Division se eles decidissem abandonar a SFL. Uma votação formal dos clubes da SFL foi realizada em 12 de junho. 23 clubes votaram a favor, um a mais do que o necessário para que a proposta fosse bem-sucedida. A fusão foi formalmente acordada em 28 de junho e a nova estrutura entrou em campo pela primeira vez na temporada de 2013–14.

## Liga e estrutura corporativa
Em 24 de julho de 2013, os nomes das quatro divisões da SPFL foram anunciados – Scottish Premiership, Scottish Championship, Scottish League One e Scottish League Two. A fusão foi criticada por Alex Anderson do When Saturday Comes por trazer mais incertezas ao futebol escocês, mantendo a crença de que os clubes semiprofissionais nas divisões inferiores serão colocados em uma futura estrutura regional.
A SPFL funciona como uma corporação e é propriedade dos 42 clubes membros. Cada clube é um acionista e tem direito de voto no tocante às alterações de regulamentos e contratos. Os clubes elegem um conselho de administração composto por seis pessoas para supervisionar as operações diárias da liga (entidade). O conselho de administração, por sua vez, nomeia um CEO/Diretor Executivo/Presidente. Neil Doncaster tornou-se o primeiro presidente da SPFL em julho de 2013, depois de derrotar David Longmuir para o cargo. O conselho de administração é composto por oito membros, que são eleitos na assembleia geral anual da empresa.

## Clubes
Abaixo estão listados os 42 clubes membros da SPFL para a temporada de 2023–24.
| Scottish Premiership - Aberdeen - Celtic - Dundee - Heart of Midlothian - Hibernian - Kilmarnock - Livingston - Motherwell - Rangers - Ross County - St Johnstone - St Mirren | Scottish Championship - Airdrieonians - Arbroath - Ayr United - Dundee United - Dunfermline Athletic - Greenock Morton - Inverness Caledonian Thistle - Partick Thistle - Queen's Park - Raith Rovers | Scottish League One - Alloa Athletic - Annan Athletic - Cove Rangers - Edinburgh City - Falkirk - Hamilton Academical - Kelty Hearts - Montrose - Queen of the South - Stirling Albion | Scottish League Two - Bonnyrigg Rose Athletic - Clyde - Dumbarton - East Fife - Elgin City - Forfar Athletic - Peterhead - Stenhousemuir - Stranraer - The Spartans |

## Campeões
| Temporada | Premiership | Championship        | League One           | League Two      |
| --------- | ----------- | ------------------- | -------------------- | --------------- |
| 2013–14   | Celtic      | Dundee              | Rangers              | Peterhead       |
| 2014–15   | Celtic      | Heart of Midlothian | Greenock Morton      | Albion Rovers   |
| 2015–16   | Celtic      | Rangers             | Dunfermline Athletic | East Fife       |
| 2016–17   | Celtic      | Hibernian           | Livingston           | Arbroath        |
| 2017–18   | Celtic      | St Mirren           | Ayr United           | Montrose        |
| 2018–19   | Celtic      | Ross County         | Arbroath             | Peterhead       |
| 2019–20   | Celtic      | Dundee United       | Raith Rovers         | Cove Rangers    |
| 2020–21   | Rangers     | Heart of Midlothian | Partick Thistle      | Queen's Park    |
| 2021–22   | Celtic      | Kilmarnock          | Cove Rangers         | Kelty Hearts    |
| 2022–23   | Celtic      | Dundee              | Dunfermline Athletic | Stirling Albion |

Nota
1. ↑  A temporada de 2019–20 foi suspensa em março de 2020 devido à pandemia de COVID-19 na Escócia. A temporada foi posteriormente encurtada e as médias de pontos por jogo foram utilizadas para calcular as classificações finais.[24]

## Vencedores do play-off de promoção/rebaixamento
A SPFL manteve o formato de play-off de promoção/rebaixamento entre as divisões da Scottish Football League introduzido em 2005, acrescentando um torneio de play-off à Premiership e, mais tarde, um play-off entre a League Two e as Highland Football League e Lowland Football League na temporada de 2014–15. Os clubes em negrito são os que foram promovidos da divisão inferior para a divisão superior.
| Temporada | Premiership / Championship | Championship / League One | League One / League Two | League Two / Ligas Regionais |
| --------- | -------------------------- | ------------------------- | ----------------------- | ---------------------------- |
| 2013–14   | Hamilton Academical        | Cowdenbeath               | Stirling Albion         | —                            |
| 2014–15   | Motherwell                 | Alloa Athletic            | Stenhousemuir           | Montrose                     |
| 2015–16   | Kilmarnock                 | Ayr United                | Queen's Park            | Edinburgh City               |
| 2016–17   | Hamilton Academical        | Brechin City              | Forfar Athletic         | Cowdenbeath                  |
| 2017–18   | Livingston                 | Alloa Athletic            | Stenhousemuir           | Cowdenbeath                  |
| 2018–19   | St Mirren                  | Queen of the South        | Clyde                   | Cove Rangers                 |
| 2019–20   | —                          | —                         | —                       | —                            |
| 2020–21   | Dundee                     | Greenock Morton           | Dumbarton               | Kelty Hearts                 |
| 2021–22   | St Johnstone               | Queen's Park              | Edinburgh City          | Bonnyrigg Rose Athletic      |
| 2022–23   | Ross County                | Airdrieonians             | Annan Athletic          | The Spartans                 |

Notas
1. 1 2 3 4  Clube promovido da Lowland Football League (sexta divisão).
2. ↑  Clube promovido da Highland Football League (quinta divisão).
3. ↑  A temporada de 2019–20 foi suspensa em março de 2020 devido à pandemia de COVID-19 na Escócia. A temporada foi posteriormente encurtada[24] e nenhuma partida dos play-offs foram disputadas.

## Patrocínios e direitos de transmissão
Uma das razões invocadas para a fusão foi a convicção de que ajudaria a atrair o patrocínio principal para a liga escocesa de futebol; os contratos entre a SPL e o Clydesdale Bank e entre a SFL e a Irn-Bru expiraram em 2013. Em outubro de 2013, a SPFL anunciou uma parceria com a Irn-Bru, tornando-a o refrigerante oficial da liga. Neil Doncaster declarou que a SPFL continuaria a procurar patrocínios para a liga e para a Copa da Liga Escocesa. Após duas temporadas sem patrocinador principal, foi celebrado um acordo de dois anos com a casa de apostas Ladbrokes, em maio de 2015. Este acordo foi posteriormente prorrogado até junho de 2020. Depois de um ano sem um patrocinador principal, a SPFL fechou um contrato de cinco anos com a Cinch.
A SPFL herdou os acordos de direitos de transmissão com a Sky Sports e a BT Sport. Em maio de 2014, verificou-se que a SPFL tinha reembolsado parte do contrato acordado devido aos custos adicionais incorridos pelas emissoras na cobertura dos jogos do Rangers em estádios de divisões inferiores. Em setembro de 2015, a SPFL anunciou que tinha prorrogado os seus acordos com a Sky e com a BT até ao final da temporada de 2019–20 em "melhores condições". Em 2018, foi anunciado que a Sky Sports assumiria os direitos exclusivos em jogos ao vivo da Premiership a partir da temporada de 2020–21.
Em 2 de novembro de 2013, a SPFL aceitou um acordo de 20 milhões de ibras esterlinas com a MP & Silva para exibição de jogos internacionalmente, mas este acordo foi rescindido em agosto de 2018, quando a MP & Silva deixou de cumprir seus pagamentos.

## Futebol feminino
Em fevereiro de 2022, a maioria dos clubes da Scottish Women's Premier League (SWPL; em português:  "Premier League Feminina da Escócia") votou a favor da aceitação de uma proposta da SPFL para gerir as suas competições. A SWPL já havia sido gerida pela Scottish Women's Football (SWF; em português:  "Futebol Feminino da Escócia".